# Contacto (álbum)
Contacto es un álbum de la banda argentina Villanos. Cuenta con 13 canciones en torno a la sobredosis de información, falta de comunicación, falta de comunicación, amores, desamores, solos y solas, errores, pedidos de atención, ovejas descarriadas y libertades. Incluye un tema extra especial: "Me he quedado solo" del cantante mexicano Juan Gabriel. El álbum fue producido por Mauricio Clavería y Andrés Sylleros (ex la ley) y grabado en el estudio El Santito por Mario Breuer. 

## Lista de canciones
| Contacto |                                      |                          |          |  |
| N.º      | Título                               | Escritor(es)             | Duración |  |
| 1.       | «(Un toque más de) Atención»         | Niko Villano             | 2:54     |  |
| 2.       | «Contacto»                           | Niko Villano             | 3:05     |  |
| 3.       | «Un Gran Error»                      | Niko Villano             | 3:34     |  |
| 4.       | «Solos y Solas»                      | Niko Villano             | 3:18     |  |
| 5.       | «Sigo de Largo»                      | Niko Villano             | 3:29     |  |
| 6.       | «Poca Onda»                          | Niko Villano             | 2:01     |  |
| 7.       | «Demasiada Libertad»                 | Niko Villano             | 2:22     |  |
| 8.       | «Me Cuesta»                          | Niko Villano             | 3:18     |  |
| 9.       | «Ya Paso el Dolor»                   | Niko Villano             | 2:51     |  |
| 10.      | «Imposible (de olvidar)»             | Niko Villano             | 3:11     |  |
| 11.      | «No Se Merecen Tu Amor»              | Niko Villano             | 2:56     |  |
| 12.      | «Hijo del Rigor (Oveja Descarriada)» | Niko Villano             | 3:09     |  |
| 13.      | «Me He Quedado Solo»                 | Alberto Aguilera Valadez | 2:39     |  |
| 36:47    |                                      |                          |          |  |

## Cortes de difusión
- Contacto (2007)
- Me He Quedado Solo (2007)
- Solos y Solas (2007)
- Sigo de Largo (2008)

## Videos
- Contacto (2007)
- Me He Quedado Solo (2007)
- Solos y Solas (2007)